# Jorge Rodríguez-Novelo

Wappen von Jorge Humberto Rodríguez-Novelo

Jorge Humberto Rodríguez-Novelo (* 22. März 1955 in Mérida, Bundesstaat Yucatán, Mexiko) ist  Weihbischof in Denver.

## Leben
Jorge Rodríguez-Novelo trat 1974 der Ordensgemeinschaft der Legionäre Christi bei und legte am 29. April 1982 die feierliche Profess ab. Rodríguez-Novelo empfing am 24. Dezember 1987 das Sakrament der Priesterweihe. 1994 wurde er an der Päpstlichen Universität Gregoriana in Theologie promoviert. Von der gleichen Universität führt er ein 1984 verliehenes Lizenziat in Philosophie. Weiterhin hält er seit 1987 ein Diplom in Mariologie der Päpstlichen Theologischen Fakultät „Marianum“.
Von 1994 bis 1999 war er Vizerektor des Päpstlichen Athenaeum Regina Apostolorum, das von den Legionären Christi gegründet wurde. 1999 verließ er die Ordensgemeinschaft und wurde in den Klerus des Erzbistums Denver inkardiniert. Er unterrichtete auf Einladung des Erzbischofs von Denver Charles Chaput von 1999 bis 2002 und ab 2006 am neu errichteten Seminar St. John Vianney, dessen Vize Rektor er von 2007 bis 2014 war.
Am 25. August 2016 ernannte ihn Papst Franziskus zum Titularbischof von Azura und zum Weihbischof in Denver.